# Lương Thông
Lương Thông là một xã thuộc huyện Hà Quảng, tỉnh Cao Bằng, Việt Nam.

## Địa lý
Xã Lương Thông nằm ở phía tây huyện Hà Quảng, có vị trí địa lý:
- Phía đông giáp xã Quý Quân và xã Sóc Hà
- Phía tây giáp huyện Bảo Lạc
- Phía nam giáp xã Đa Thông và xã Ngọc Động
- Phía bắc giáp xã Cần Nông và xã Cần Yên.

Xã Lương Thông có diện tích 68,23 km², dân số năm 2019 là 4.647 người, mật độ dân số đạt 68 người/km².
Trên địa bàn xã có các ngọn núi như Giẻ Gà, Thua Bó. Sông Rẻ Rào chảy xuyên qua xã theo chiều bắc - nam. Chạy song song với sông Rẻ Rào là tuyến tỉnh lộ 204.

## Hành chính
Xã Lương Thông được chia thành 12 xóm: Hồng Thái, Kim Cúc, Lũng Tỳ, Ngọc Sỹ, Phục Quốc 1, Phục Quốc 2, Quang Trung 1, Quang Trung 2, Quốc Thái, Rặc Rậy, Trà Phìn, Dẻ Gà.

## Lịch sử
Trước năm 1966, xã Lương Thông thuộc huyện Hà Quảng.
Ngày 7 tháng 4 năm 1966, Chính phủ ban hành Quyết định 67-CP về việc chuyển xã Lương Thông sang trực thuộc huyện Thông Nông mới thành lập.
Đến năm 2019, xã Lương Thông được chia thành 25 xóm: Lũng Có, Lũng Vai, Trà Dù, Đông Chia, Lũng Po, Lũng Toản, Lũng Kiến, Lũng Rịch, Lũng Tỳ, Lòn Phìn, Nà Tôm, Rặc Rậy, Tềnh Khoang, Tả Bốc, Bản Rịch, Lũng Pèo, Cằn Thôm, Nà Ke, Bản Giế, Nội Phan, Lũng Khoen, Lũng Đẩy, Lũng Nặp, Lũng Tôm. Dẻ Gà.
Ngày 9 tháng 9 năm 2019, Hội đồng Nhân dân tỉnh Cao Bằng ban hành Nghị quyết số 27/NQ-HĐND về việc:
- Sáp nhập ba xóm Lũng Rịch, Lũng Đẩy, Lũng Kiến thành xóm Ngọc Sỹ
- Sáp nhập ba xóm Nà Ke, Bản Giế, Đông Chia thành xóm Quang Trung 1
- Sáp nhập hai xóm Nà Tôm và Bản Rịch thành xóm Quang Trung 2
- Sáp nhập ba xóm Cằn Thôm, Lũng Khoen, Lũng Có thành xóm Phục Quốc 1
- Sáp nhập hai xóm Lũng Pèo và Tềnh Khoang thành xóm Phục Quốc 2
- Sáp nhập hai xóm Lũng Nặp và Lũng Toản thành xóm Quốc Thái
- Sáp nhập hai xóm Nội Phan và Lũng Vai thành xóm Hồng Thái
- Sáp nhập hai xóm Tả Bốc và Lũng Po thành xóm Kim Cúc
- Sáp nhập hai xóm Trà Dù, Lòn Phìn và một phần xóm Lũng Tôm thành xóm Trà Phìn
- Sáp nhập phần còn lại của xóm Lũng Tôm vào xóm Rặc Rậy.

Ngày 1 tháng 2 năm 2020, sáp nhập toàn bộ diện tích và dân số của huyện Thông Nông trở lại huyện Hà Quảng. Xã Lương Thông thuộc huyện Hà Quảng như hiện nay.